# Orbital Express

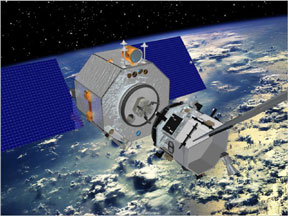
Orbital Express: ASTRO (links) und NEXTSat (rechts)

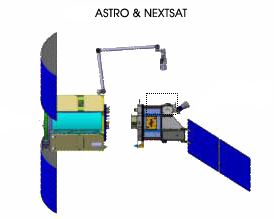
Orbital Express: ASTRO und NEXTSat

Das Projekt Orbital Express war ein Experiment der US-Defense Advanced Research Projects Agency zur Entwicklung sicherer und kosteneffizienter, autonomer Techniken zur Satellitenwartung im Orbit (englisch: On-Orbit Servicing).
Orbital Express besteht aus zwei Satelliten:
- Astro (Autonomous Space Transport Robotic Operations) war der aktive Satellit, der als Prototyp eines Versorgungs- und Wartungssatelliten diente. ASTRO wurde von Boeing Integrated Defense Systems gebaut und hat eine Masse von etwa 700 kg. ASTRO verfügt über einen Kopplungsadapter und einen Greifarm sowie Tanks und Ausrüstung zum Übertragen des Treibstoffs.
- Nextsat (Next Generation Serviceable Satellite) simulierte einen zu wartenden Satelliten. Der 224 kg schwere Satellit wurde von Ball Aerospace gebaut. NEXTSat ist mit einem Kopplungsadapter sowie Tanks zum Aufnehmen des übertragenen Treibstoffs ausgerüstet.

Folgende Technologien sollen mit den beiden Satelliten erprobt werden:
- automatische Rendezvous-Operationen
- automatisches Andocken
- Transfer von Flüssigkeiten (Hydrazin)
- Austausch von Satellitenkomponenten im Orbit (Orbital Replacement Unit)

## Mission
Astro und Nextsat wurden am 9. März 2007 zusammen mit sechs weiteren Satelliten auf einer Atlas-V-Rakete vom Kennedy Space Center aus gestartet. Am 17. April führten die Satelliten den ersten autonomen Transfer von Flüssigkeiten und Komponenten durch.
Das erste autonome Freiflug- und Docking-Manöver fand am 10. Mai statt. Bei einem anderen Docking-Experiment kam es zu einer Fehlfunktion des Bordcomputers von Astro, der dazu führte, dass die Satelliten unbeabsichtigt auseinander drifteten. Nachdem Astro von der Bodenstation mit Daten für eine Flugbahn versorgt wurde, um wieder in die Nähe von Nextsat zu gelangen, konnte Astro ohne weitere Eingriffe eigenständig andocken. Ein komplexes Annäherungs-, Inspektions- und Docking-Manöver, das als Grundlage für zukünftige Service-Missionen dienen könnte, wurde am 22. Juni durchgeführt.
Das letzte Rendezvous- und Docking-Manöver fand am 29. Juni 2007 statt. Anschließend fand der letzte Austausch von Komponenten mit dem Wechsel des Flugcomputers auf ASTRO statt. Pläne zur Weiternutzung der Satelliten durch die NASA wurden nicht in die Realität umgesetzt. Schließlich trennten sie sich zum letzten Mal und manövrierten auf einen Abstand von über 300 km, um Sensor-Tests durchzuführen. Nach einem letzten Manöver zur Vergrößerung des Abstands wurden die Satelliten außer Dienst gestellt, indem die restlichen Treibstoffvorräte abgelassen wurden und die Bordelektronik am 22. Juli 2007 abgeschaltet wurde.
Astro verglühte am 25. Oktober 2013 in der Erdatmosphäre, während Nextsat sich noch bis April 2023 im Orbit  befand.

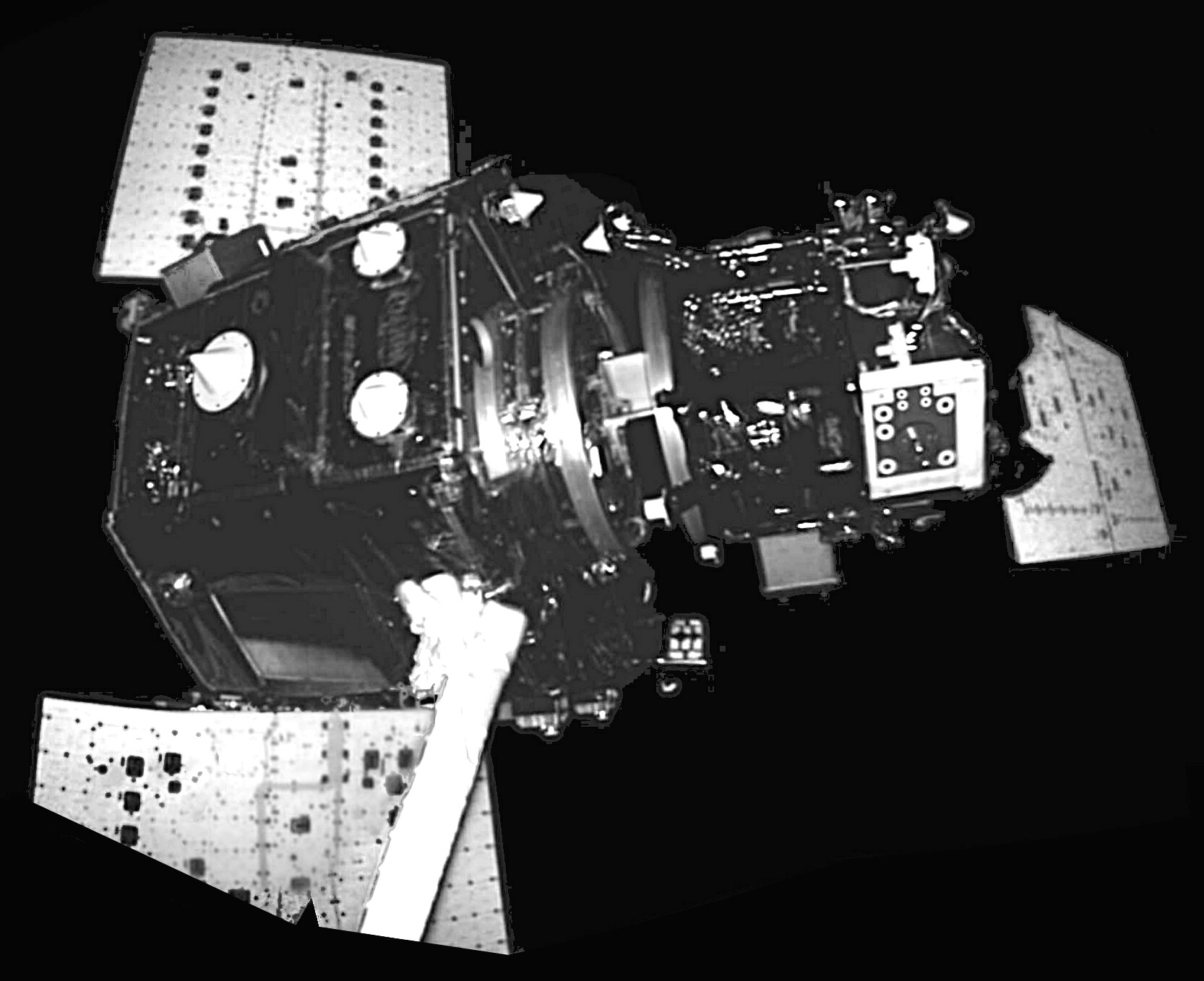
Selbstporträt der gekoppelten ASTRO (links) und NEXTSat (rechts) Satelliten im Orbit
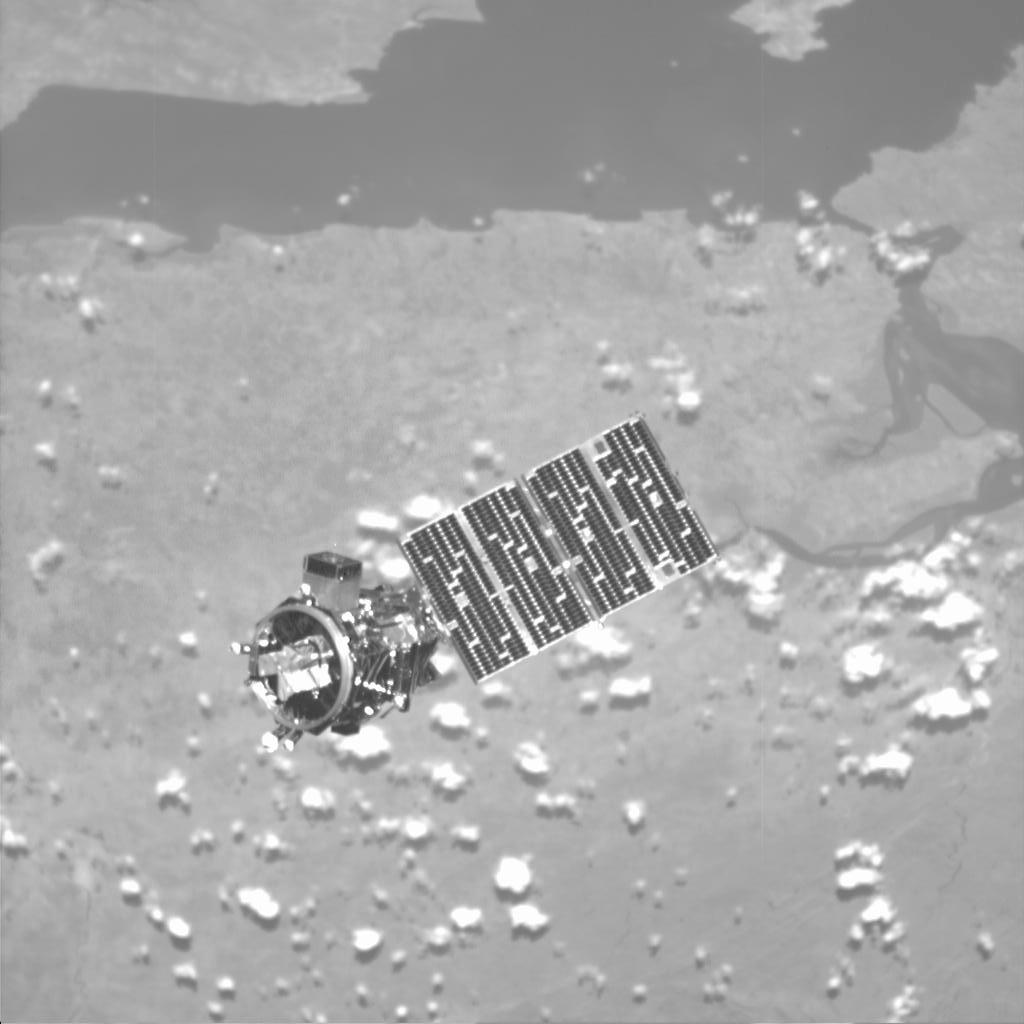
NEXTSat im freien Flug. Aufgenommen von ASTRO
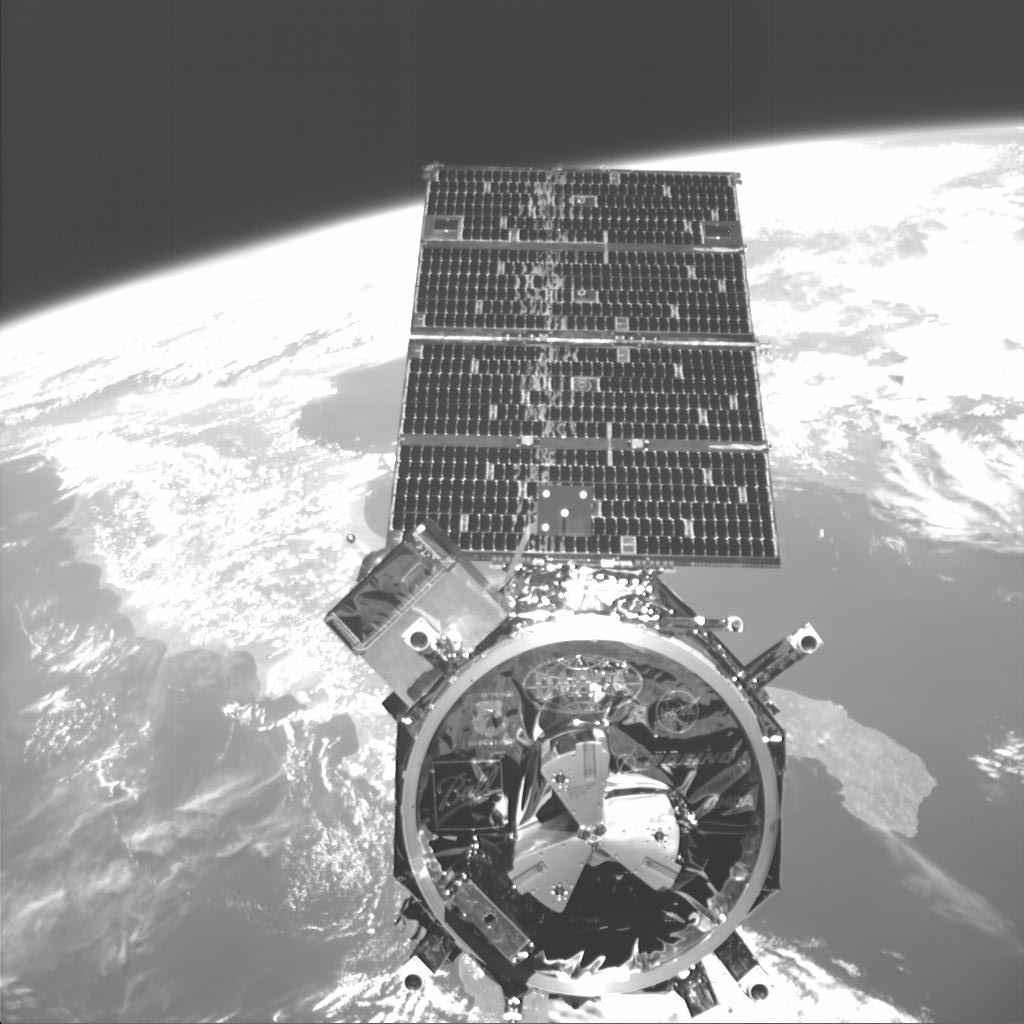
NEXTSat kurz vor dem Andocken an ASTRO